# كين بيري
كين بيري (بالإنجليزية: Kenneth Ronald Berry )‏ (و. 1933 – 2018 م) هو مغني، وراقص، وممثل هزلي أمريكي، ولد في مولين، توفي في بربانك، كاليفورنيا، عن عمر يناهز 85 عاماً.

## الخدمة العسكرية
خدم في القوات البرية للولايات المتحدة.

## وصلات خارجية
- كين بيري على موقع IMDb (الإنجليزية)
- كين بيري على موقع روتن توميتوز (الإنجليزية)
- كين بيري على موقع ألو سيني (الفرنسية)
- كين بيري على موقع ميوزك برينز (الإنجليزية)
- كين بيري على موقع أول موفي (الإنجليزية)
- كين بيري على موقع قاعدة بيانات برودواي على الإنترنت (الإنجليزية)
- كين بيري على موقع قاعدة بيانات الأفلام السويدية (السويدية)
- كين بيري على موقع إن إن دي بي (الإنجليزية)
- كين بيري على موقع قاعدة بيانات الفيلم (الإنجليزية)
- كين بيري على موقع كينوبويسك (الروسية)